# Trachyphyllia geoffroyi
Trachyphyllia geoffroyi ist eine Steinkoralle. Sie lebt in den Korallenriffen des Roten Meeres, des Indischen Ozeans und des westlichen Pazifiks, von Südjapan bis nach Australien, den Salomoninseln und Neukaledonien. Sie kommt vor allem in Innenriffbereichen, tiefen Lagunen und auf den Weichböden um kontinentale Inseln vor.

## Merkmale
Die Koralle hat verlängerte, mäanderförmig gewundene Koralliten, die durch Gräben voneinander getrennt sind (flabello-meandroide Wuchsform). Es gibt nur wenige, große und fleischige Polypen, die oft von kräftiger roter oder grüner Farbe, meist aber hellgrün, rosa oder grau sind. Einige Polypen irisieren oder fluoreszieren. Das Skelett der Koralle erreicht einen maximalen Durchmesser von acht Zentimeter, bei voll expandierten Polypen kann eine Kolonie einen Durchmesser von zwanzig Zentimeter und mehr erreichen. 

## Lebensweise
Als junge Koralle lebt Trachyphyllia geoffroyi festgewachsen auf Steinen, Muscheln oder Schneckengehäuse. Später bricht sie unter ihrem Eigengewicht ab und liegt dann mit ihrer konischen Unterseite dem meist sandigen Untergrund lose auf. 
Trachyphyllia geoffroyi lebt in einer Symbiose mit Zooxanthellen, kleinen, einzelligen Algen aus der Gruppe der Dinoflagellaten, die auch für die Ernährung der Korallen wichtig sind. In der Nacht streckt die Koralle ihre vielen, ein bis zwei Zentimeter lange Tentakel aus und fängt Zooplankton.
Trachyphyllia geoffroyi wird zum Zweck der Aquarienhaltung vor allem aus Singapur und Indonesien importiert.